# Jacob Olie

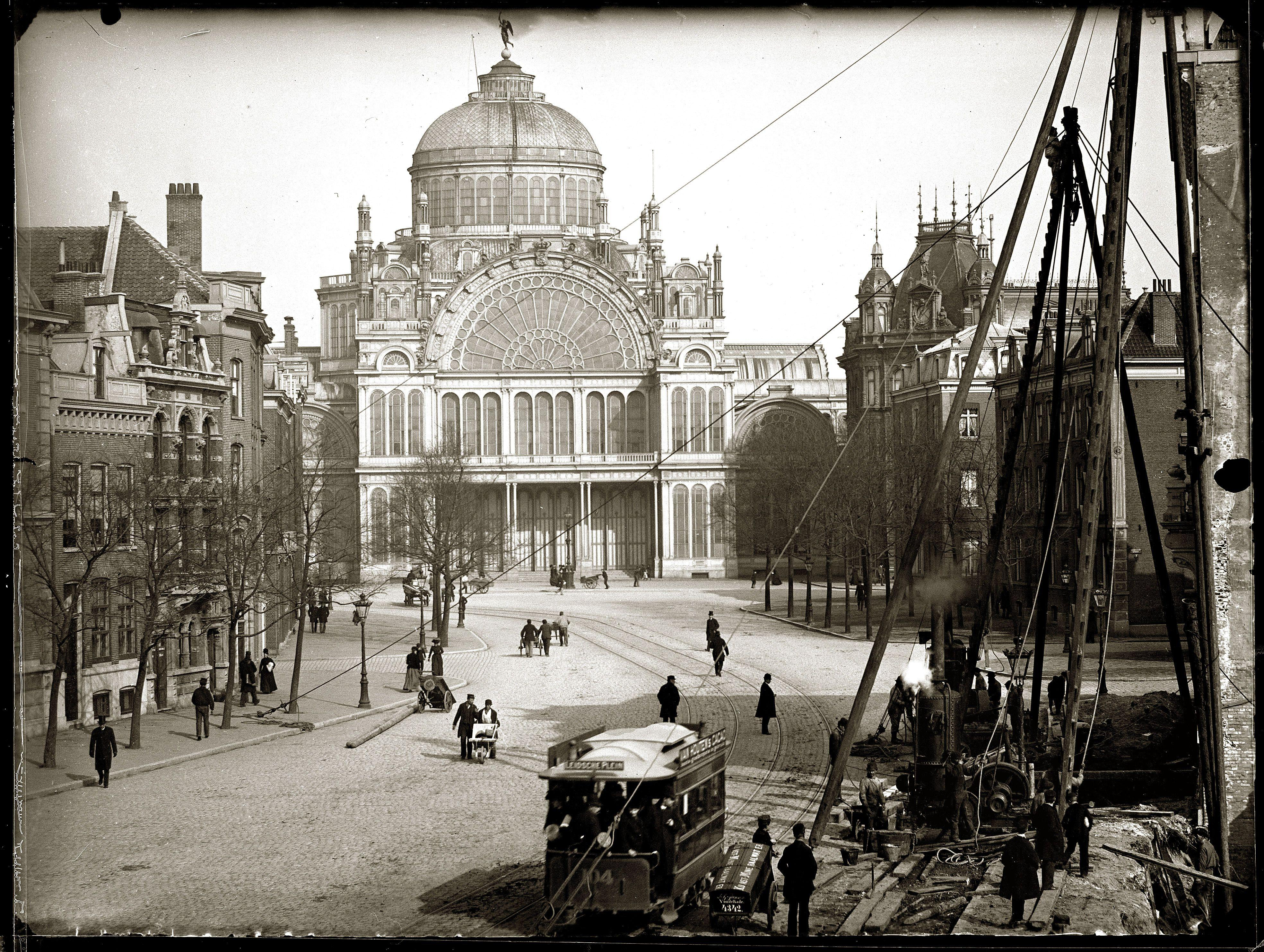
Paleis voor Volksvlijt, Amsterdam; 1892.

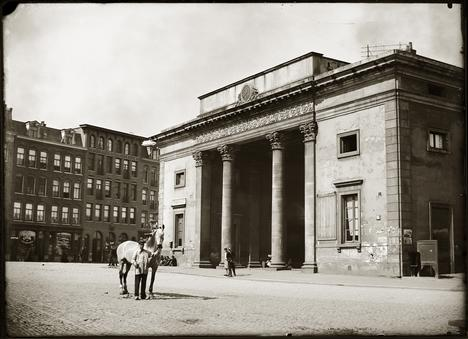
Willemspoort, Amsterdam; 8 mei 1896.

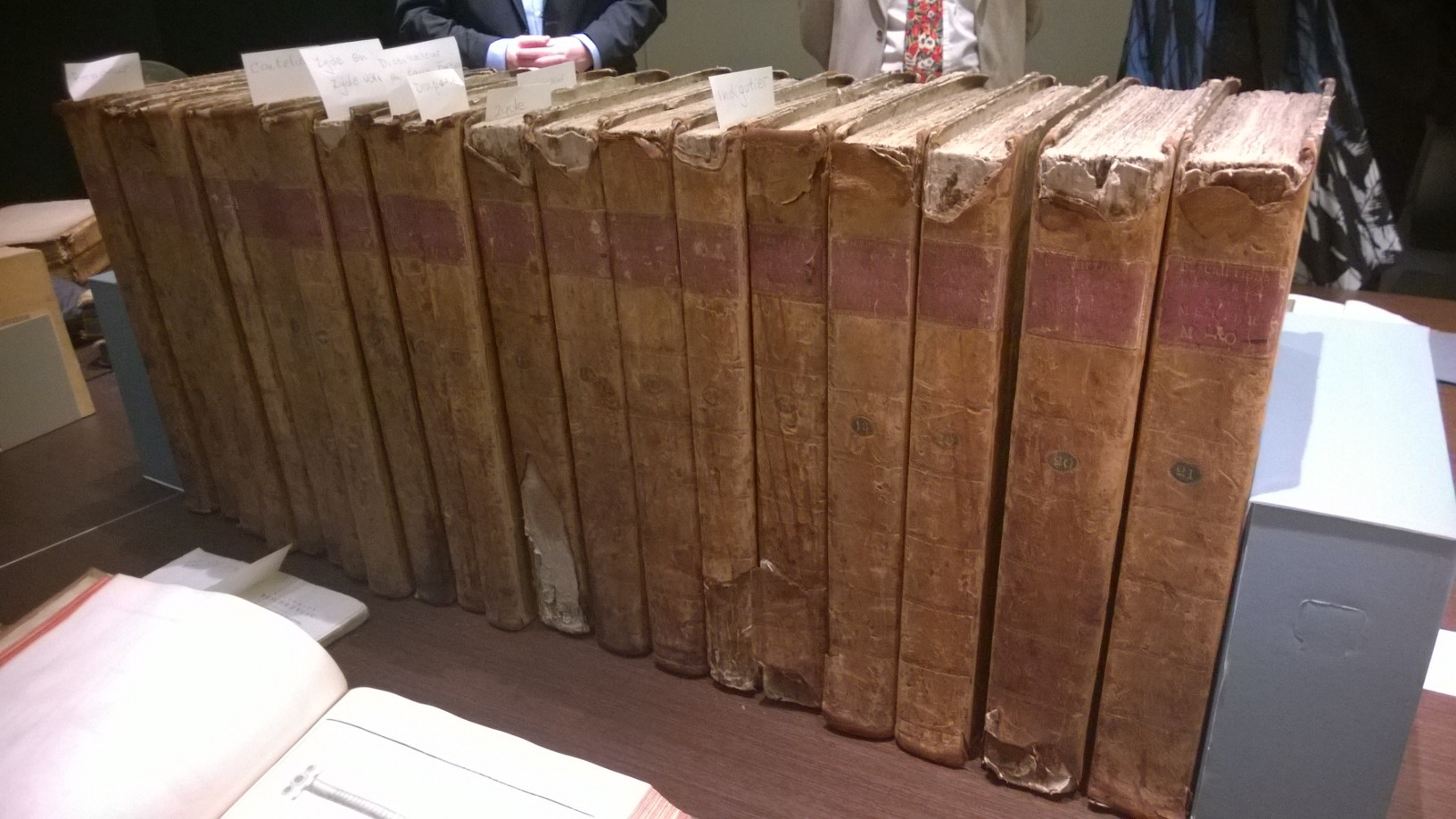
Banden van Descriptions des arts et métiers aangeschaft door Jacob Olie. Nu in het bezit van de afdeling bijzondere collecties van de Universiteit van Amsterdam.

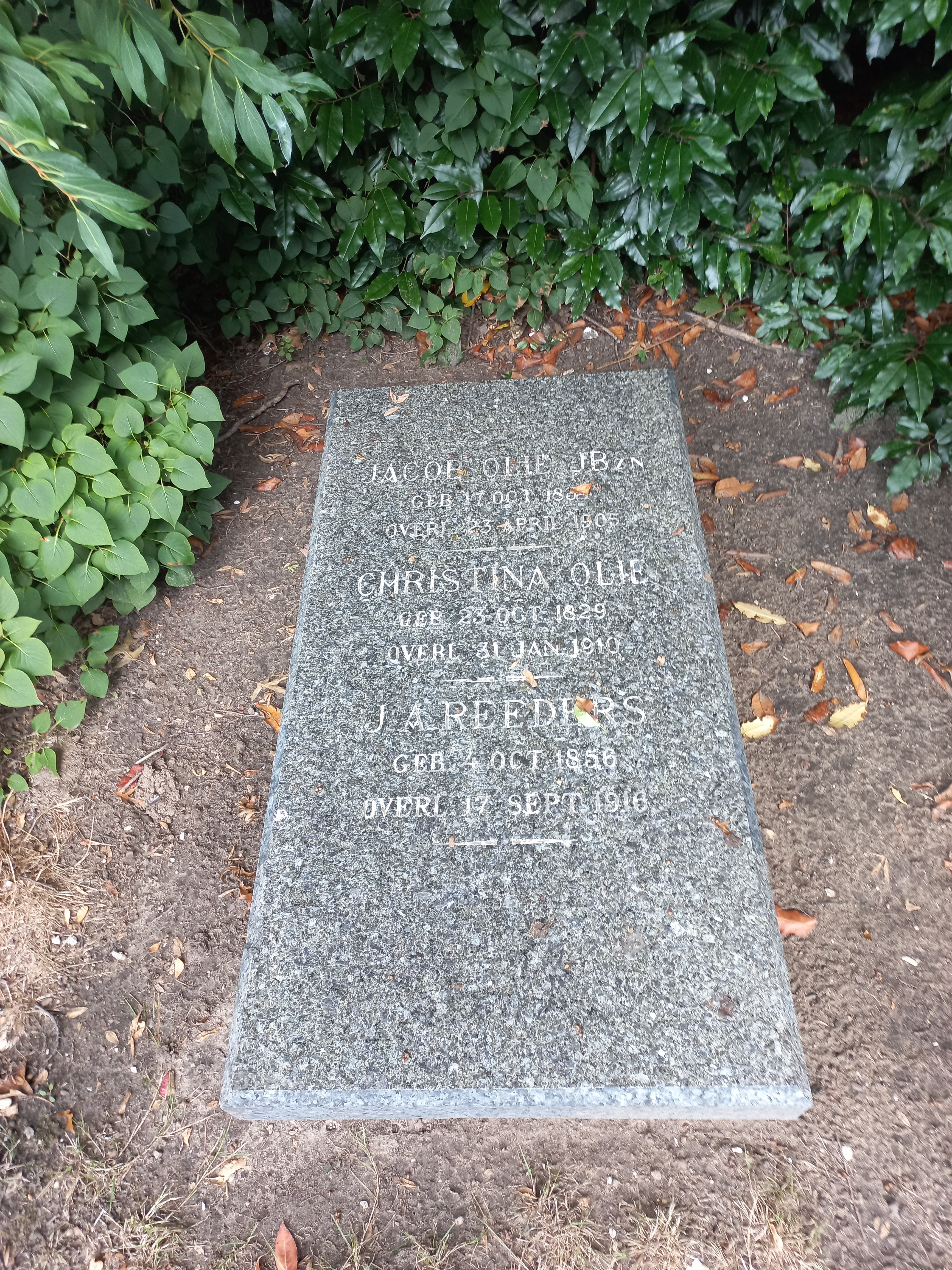
Grafsteen op De Nieuwe Ooster (augustus 2022)

Jacob Olie (Amsterdam, 19 oktober 1834 – aldaar, 23 april 1905) was een Nederlands fotograaf. 

## Familie
Jacob Olie stamde uit een houtvlottersfamilie, vader was Jacob Olie en moeder Aagje Elmers/Eelmers Blank Mooij, kleinkind van commandeur Maarten Mooij van schip Frankendaal, omschreven in Naar Groenland met de Frankendaal. Het echtpaar woonde op het Realeneiland. Hij trouwde op 3 oktober 1878 te Amsterdam met Carolina Augusta Blössmann, geboren op 8 januari 1852 te Rotterdam, overleden 21 december 1886 te Amsterdam. Olie was toen al in het bezit van MO-diploma Tekenen, Blössmann was ten tijde van het huwelijk een van de eerste vrouwen die hetzelfde diploma op zak had. Jacob Olie had haar ontmoet tijdens een van zijn reizen met Johan Adolph Rust. Het echtpaar kreeg zeven kinderen, van wie er een aantal op jonge leeftijd stierven. Na acht jaar huwelijk bleef Jacob achter als weduwnaar met vier kleine kinderen, de jongste een paar dagen oud. Een van die kinderen, Jacob Olie jr., was ook actief als amateurfotograaf. 

## Biografie
Jacob Olie ging school aan de Franse School aan de Lindengracht, Amsterdam. Hij was toen al bezig met tekenen. Hij kon op dertienjarige leeftijd in de leer bij architect Hendrik Hana, na drie jaar gevolgd door een timmermanspraktijk bij de firma H. Lötz. Dit leidde tot een aanstelling van (bouw)opzichter bij architect Jan Leliman, die lid was van de Maatschappij voor den Werkenden Stand. Deze Leliman was een van de initiatiefnemers van de Ambachtschool, alwaar Jacob Olie tekenleraar werd en in 1867 directeur. In 1868 verhuisde de ambachtschool naar de Weteringschans (nabij Nieuwe Vijzelstraat). In 1886 verliet hij de functie van tekenleraar, vier jaar later nam hij ontslag als directeur.  In die functie schafte hij de banden aan van de beroemde Descriptions des arts et métiers. Een groot deel van die door Olie aangeschafte banden kwam later in het bezit van de afdeling bijzondere collecties van de Universiteit van Amsterdam.

## Fotografie
Hij is echter na zijn overlijden veel bekender geworden vanwege zijn foto's van het negentiende-eeuwse leven in en om Amsterdam. De fotografie met een door hemzelf gebouwde camera was voor hem niet meer dan een hobby, toch geniet hij bekendheid als een gedreven fotopionier die het beeld van negentiende-eeuws Amsterdam heeft vastgelegd. Olie woonde langere tijd op de Zandhoek’(Westelijke Eilanden) in Amsterdam-Centrum. Vanuit zijn woning kon Olie in eerste instantie dichtbij fotograferen. De ontwikkeling van natte en droge plaat brachten foto’s op grotere afstand mogelijk. Hij begon daar met fotograferen van familieleden en buren. Later fotografeerde hij vanuit de woning aan de Huidekoperstraat 19 (nabij Frederiksplein) te Amsterdam. Daarna ging hij de stad in en zou ongeveer 5.000 foto's maken op glasplaten die vrijwel allemaal gaaf bewaard zijn gebleven op de zolder van zijn dochter. Daar werden ze teruggevonden in 1959, en nu zijn ze aanwezig in het Stadsarchief Amsterdam.
Olie werkte met grote fotografische gevoeligheid, daarvan getuigen zijn composities en beheersing van het licht. Zijn liefde voor architectuur (zie zijn voorgeschiedenis) is goed terug te zien in de vele stadsgezichten, deze laten dan goed zien dat Jacob Olie veel gevoel had voor perspectief en compositie. Bij het fotograferen van stad- en straatgezichten maakte hij vaak gebruik van ogenbliksfotografie.
Een steeds terugkomend thema zijn de grote veranderingen in de stad in de jaren negentig, er was duidelijk sprake van cityvorming. Olie fotografeerde veel veranderingen, zoals het dempen van de grachten en verbreding van kades, maar ook de bouw van de eerste grote warenhuizen en kantoren.

## Nalatenschap
Oktober 1904 kreeg hij een nieuwe camera van oud-leerlingen, deze kon in bijna nieuwe staat nagelaten worden aan zijn zoon Jacob Olie. 
Bij zijn overlijden werd veelal alleen zijn functie als directeur genoemd, van bekendheid als fotograaf was nog geen sprake.
Sinds 16 december 1981 kent Amsterdam het Jacob Oliepad; een binnenterrein van de Haarlemmer Houttuinen, in de omgeving waarin hij begon met fotograferen.
In 2004 was Olie een van de 200 genomineerden voor de titel De grootste Nederlander. Hij eindigde op de 178e plaats.
Olie overleed op 70-jarige leeftijd en werd begraven op  De Nieuwe Ooster. Op 14 september 2008 ontdekte een wandelaar de grafzerk van Olie tussen een stapel andere zerken. De begraafplaats stelde een onderzoek in. Olie bleek niet voor te komen in het gedigitaliseerde bestand van De Nieuwe Ooster, en het was daarom niet duidelijk waar hij is begraven. Bij nader onderzoek werd in het archief een handgeschreven register gevonden waaruit blijkt dat Jacob Olie begraven was op grafvak 17 nr 83. Nadat Olies laatste dochter was overleden had de familie in de jaren zeventig de grafrechten opgezegd, waarna het graf was geruimd. De steen werd rond 2008 gerestaureerd. Op de grafsteen is abusievelijk de geboortedatum 17 oktober 1834 vermeld. De grafsteen vermeldt ook de naam van zijn zus Stijntje (Christina) Olie en Jan August Reeders, vader van de echtgenote van Jacob Olie jr.

## Een selectie van foto's van 19e-eeuws Amsterdam

### Collectie Stadsarchief Amsterdam

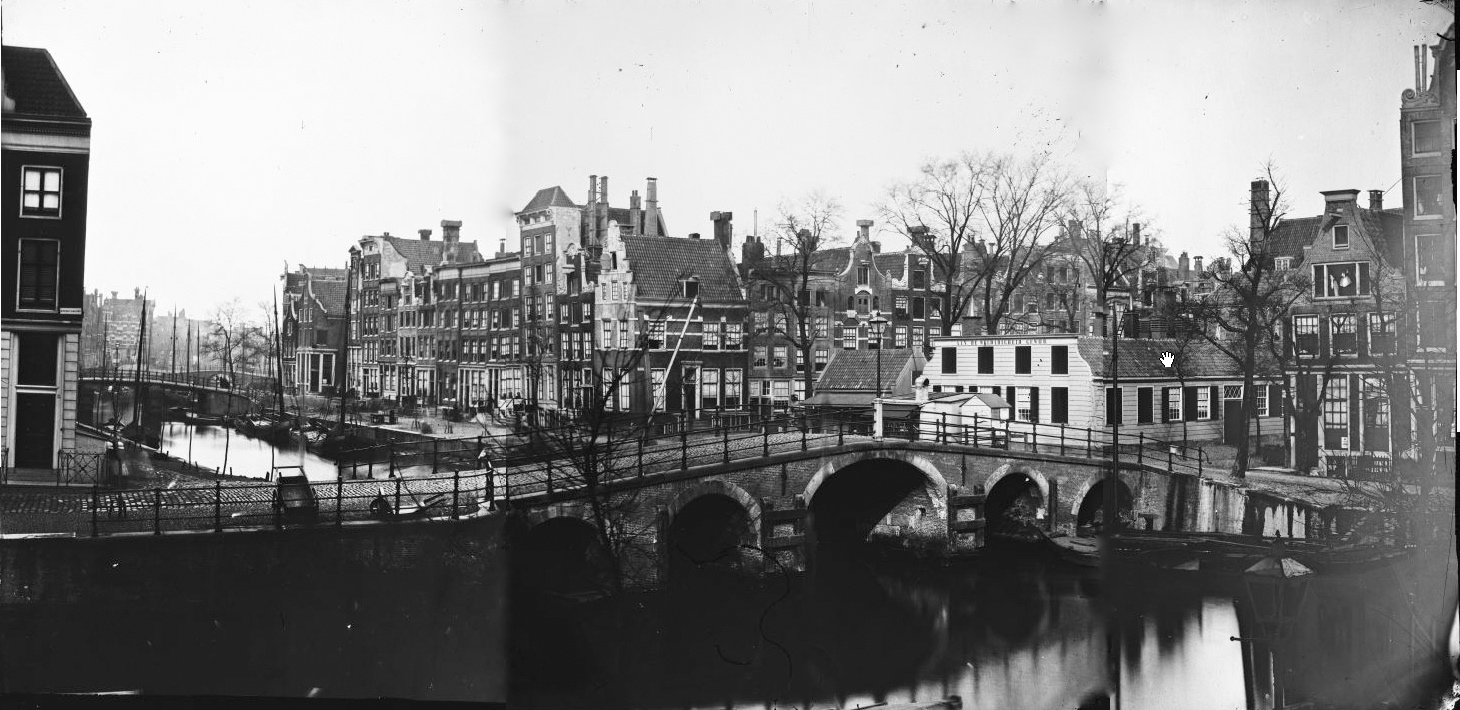
Kruising Herengracht / Brouwersgracht; 1862.
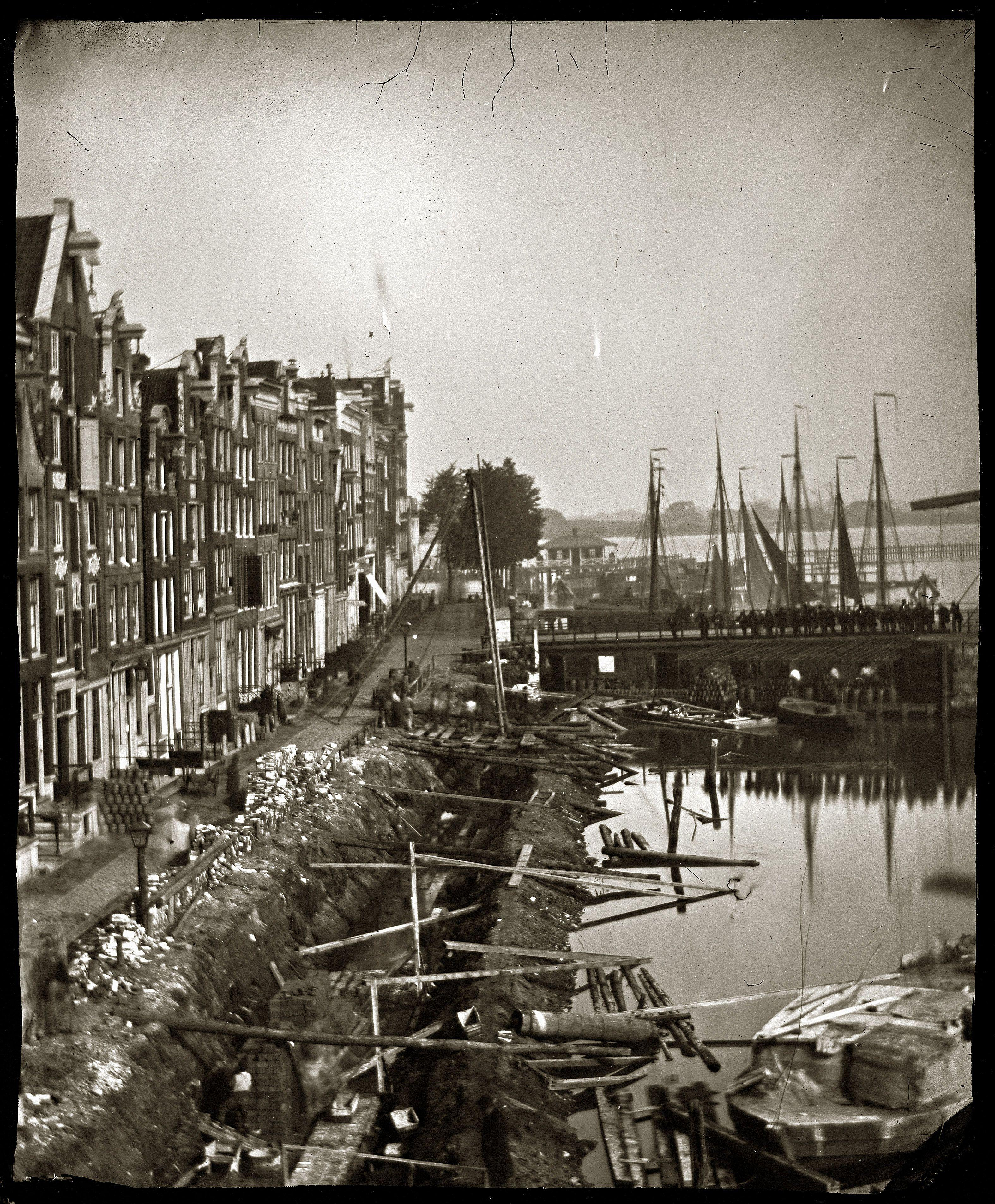
Gezien in noordelijke richting naar Prins Hendrikkade 99 t/m 107 en Oosterdok tijdens werkzaamheden aan de kademuur van de Waalseilandsgracht; 1863.
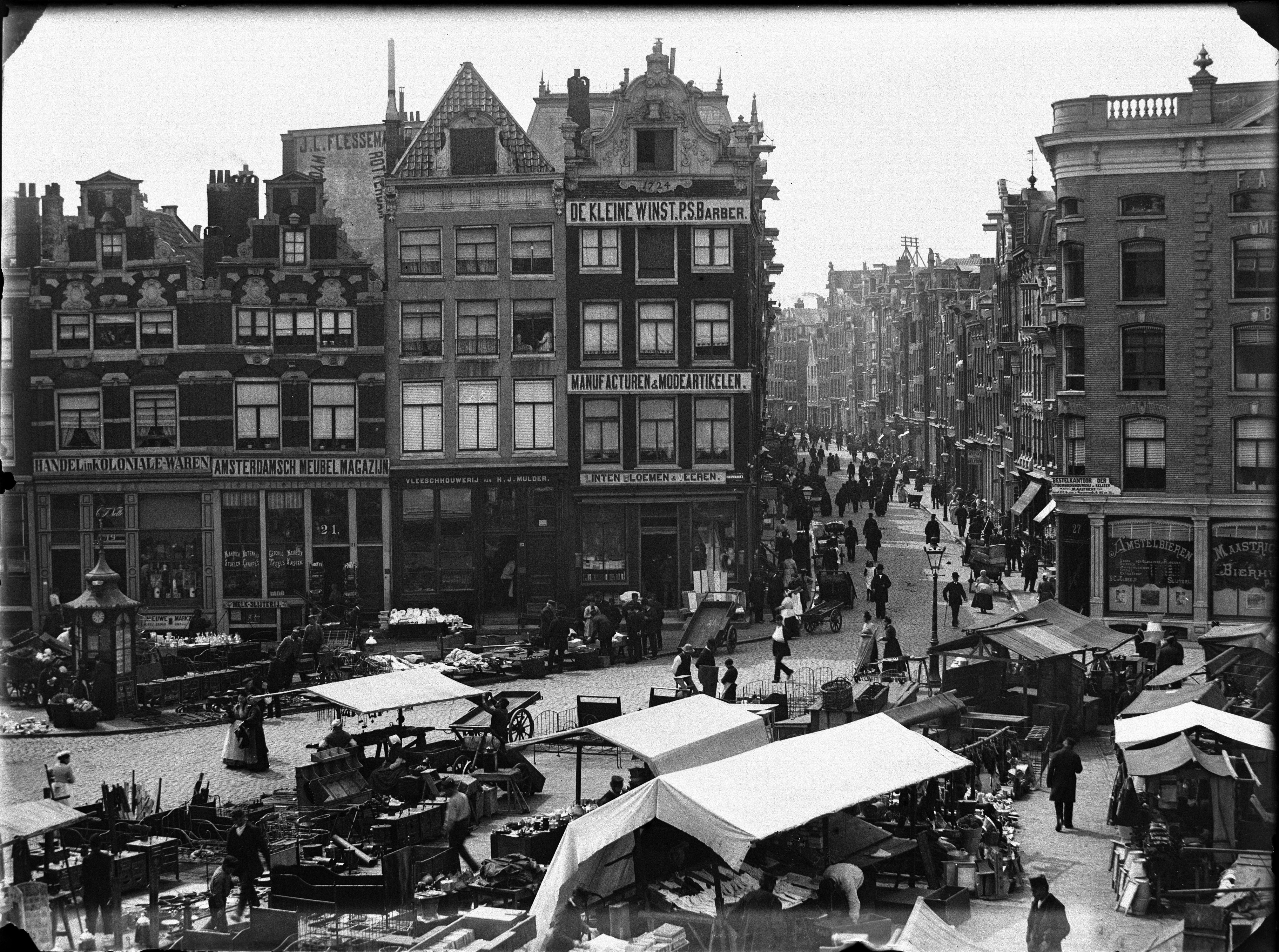
Nieuwmarkt 19-27 (v.l.n.r.). Gezien vanaf de Waag. Rechts: ingang Sint Antoniesbreestraat; 1890.
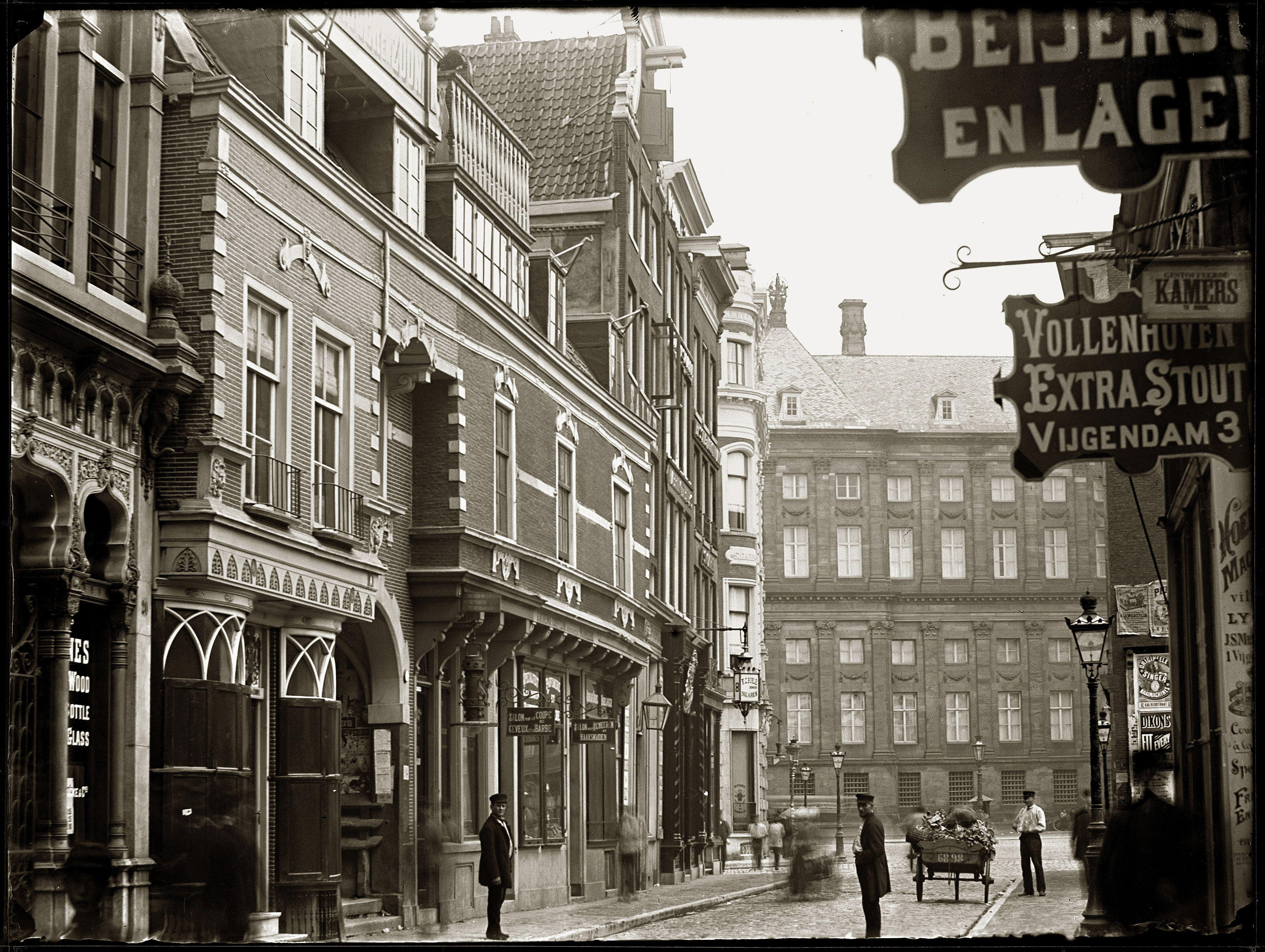
Vijgendam; 1890.
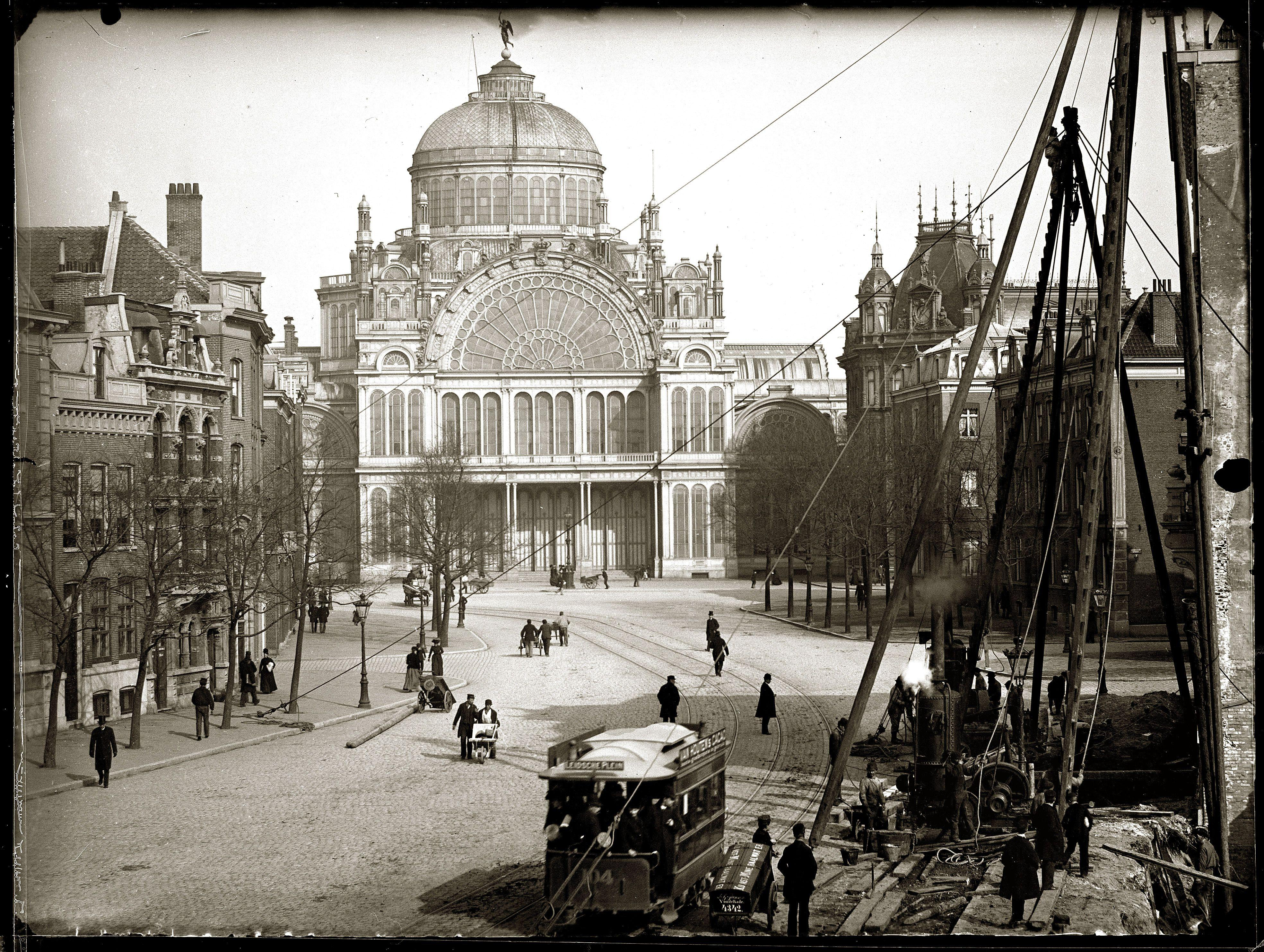
Weteringschans 263 t/m 275 (links, v.l.n.r.) (voorheen 259 t/m 267) Gezien vanaf balkon Weteringschans 116 naar Paleis voor Volksvlijt, Frederiksplein en Westeinde. Uiterst rechts: ingang Huidekoperstraat. Voorgrond: heistellingen voor de bouw van Weteringschans 120-122-124; 1892.
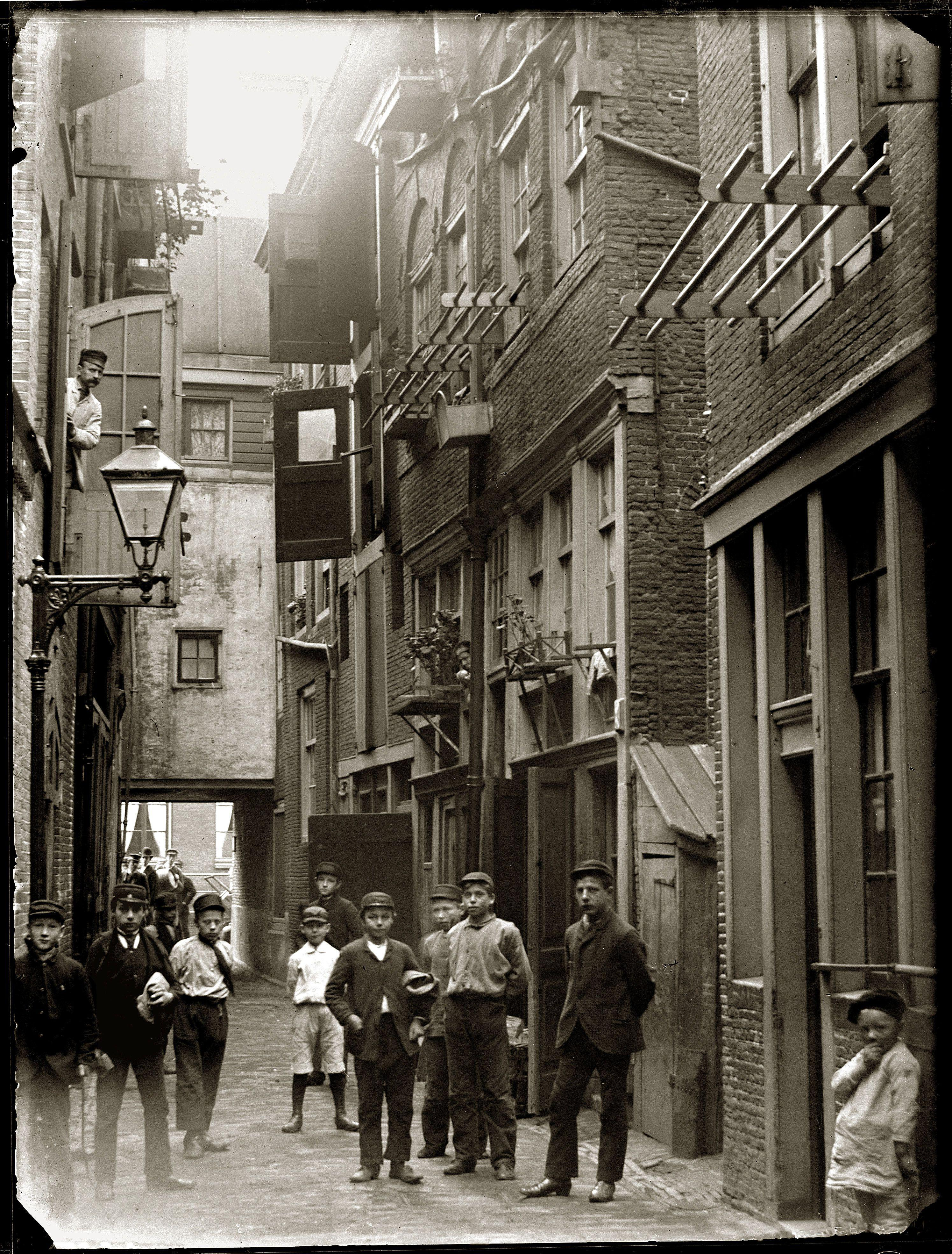
Gebed zonder End; 1892.
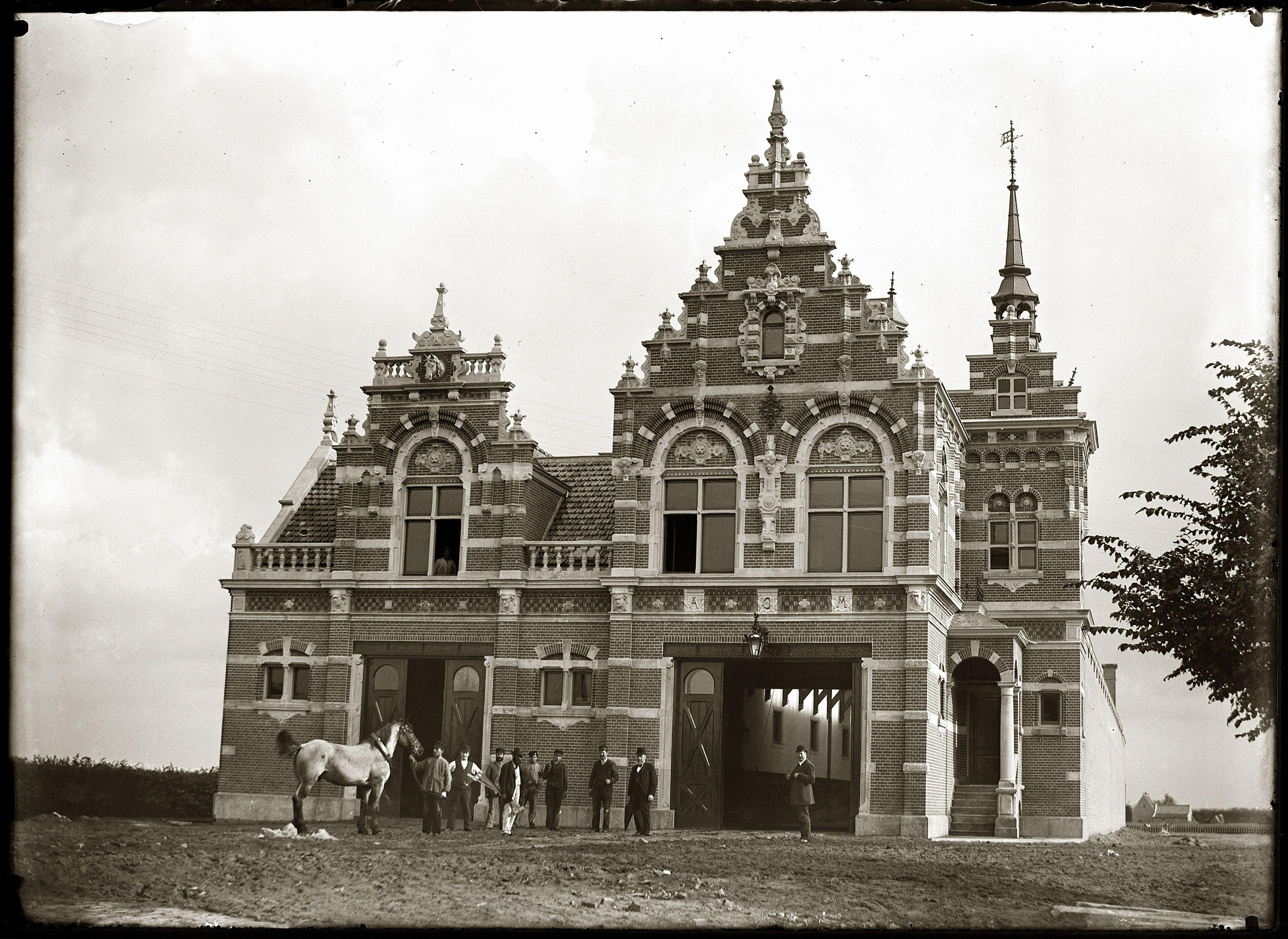
Paardentramremise, Koninginneweg; 1893.
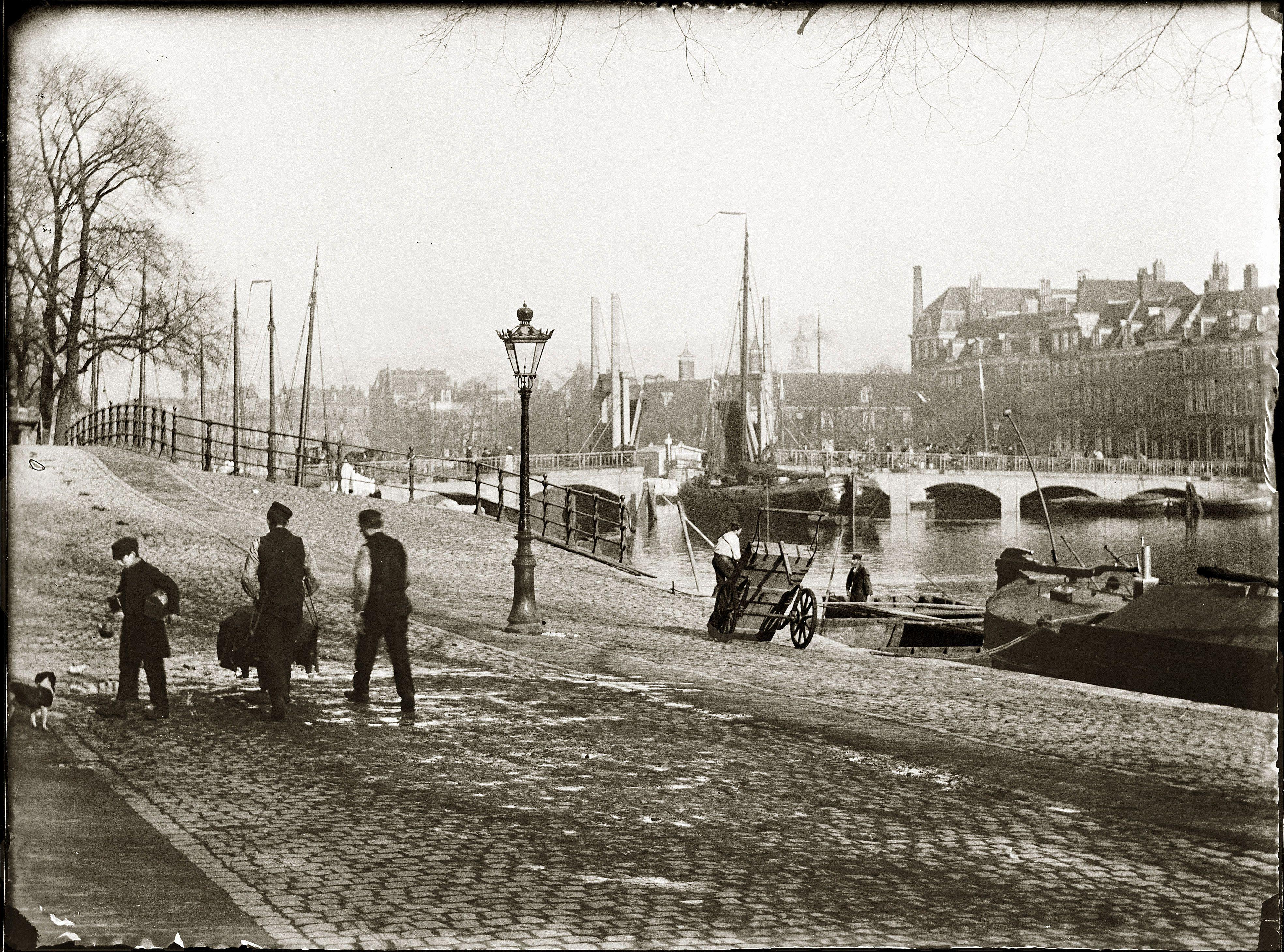
Magere brug over de Amstel; 1894.
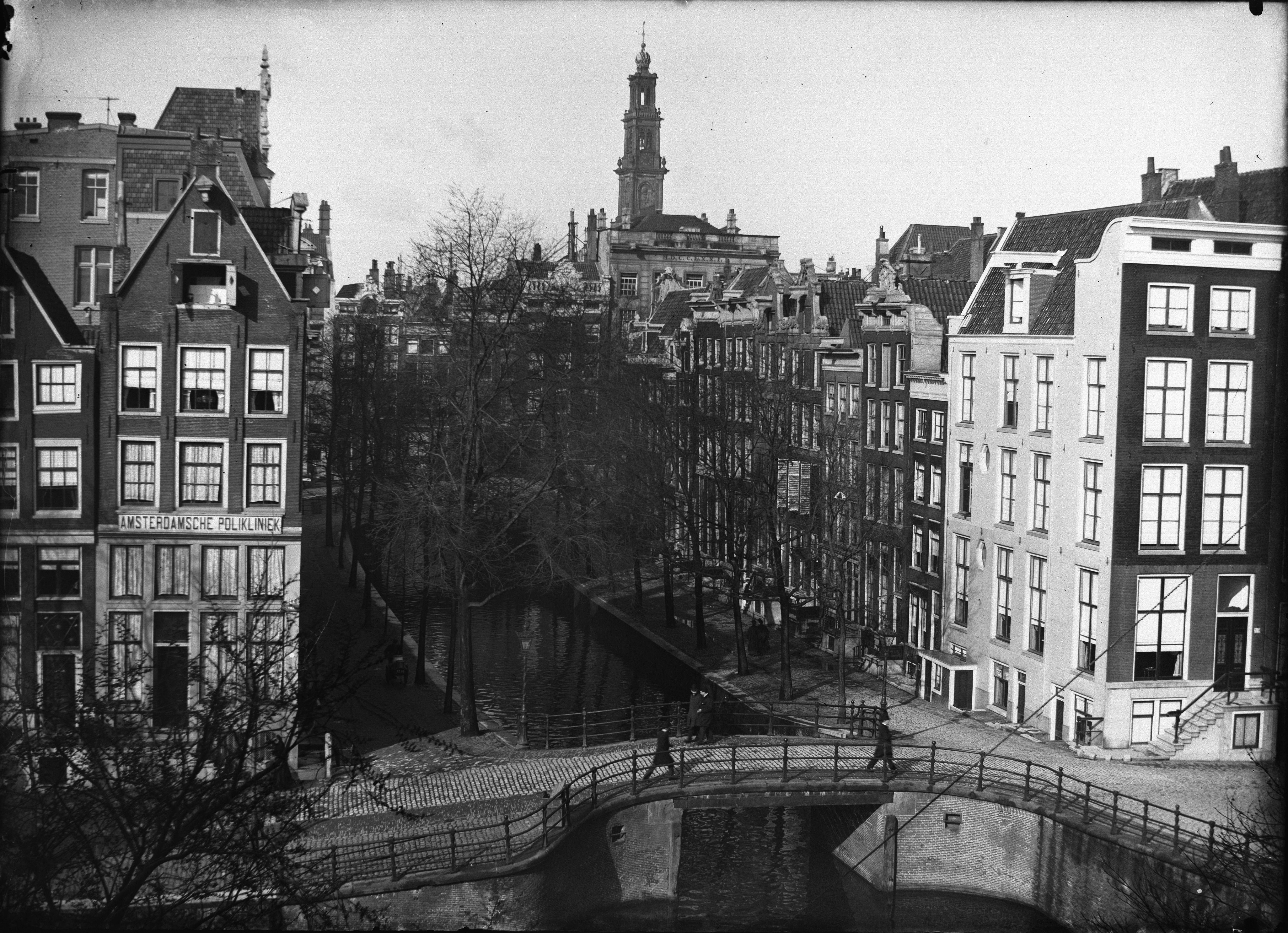
Warmoesgracht 10-26 (v.r.n.l., rechts) (na 1895 Raadhuisstraat). Gezien van Singel naar Herengracht met links hoekhuis Singel 242 en rechts hoekhus Singel 240; 1894.
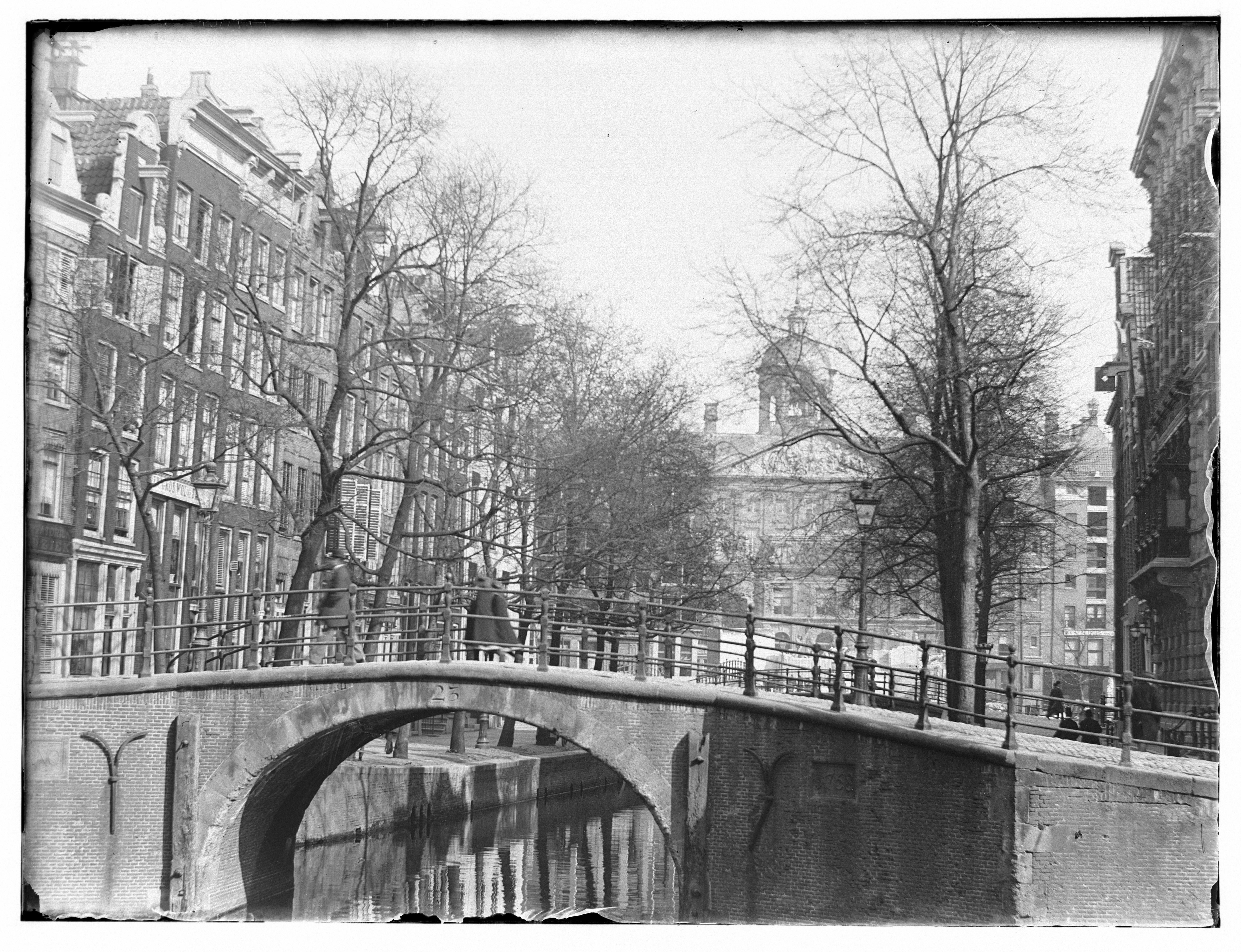
Warmoesgracht 2 t/m 26 (v.r.n.l.) (na 1895: Raadhuisstraat). Gezien van de Herengracht richting Singel en het Koninklijk Paleis. Op de voorgrond is brug nr. 22; 1894.
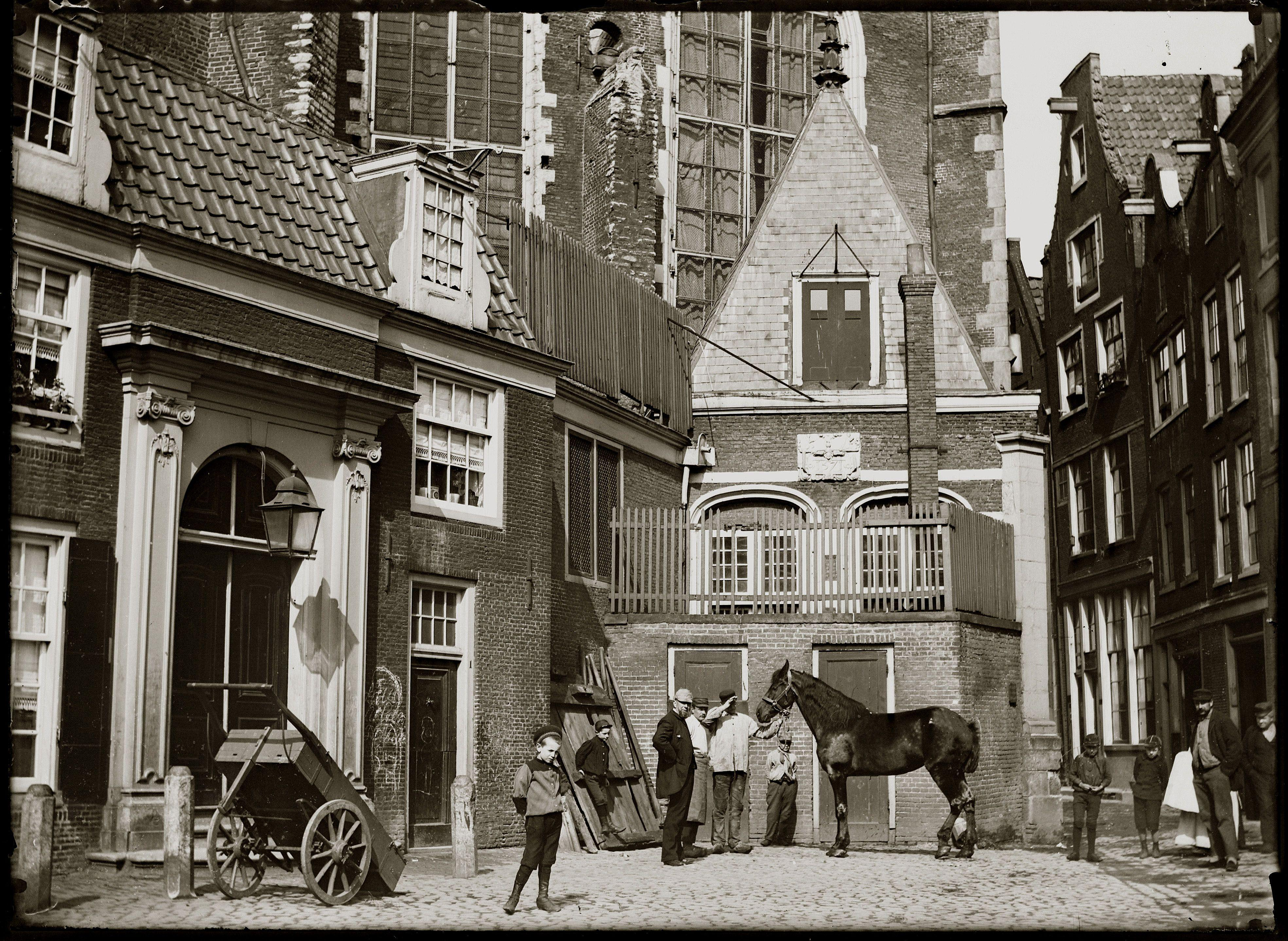
Oudekerksplein; 1894.
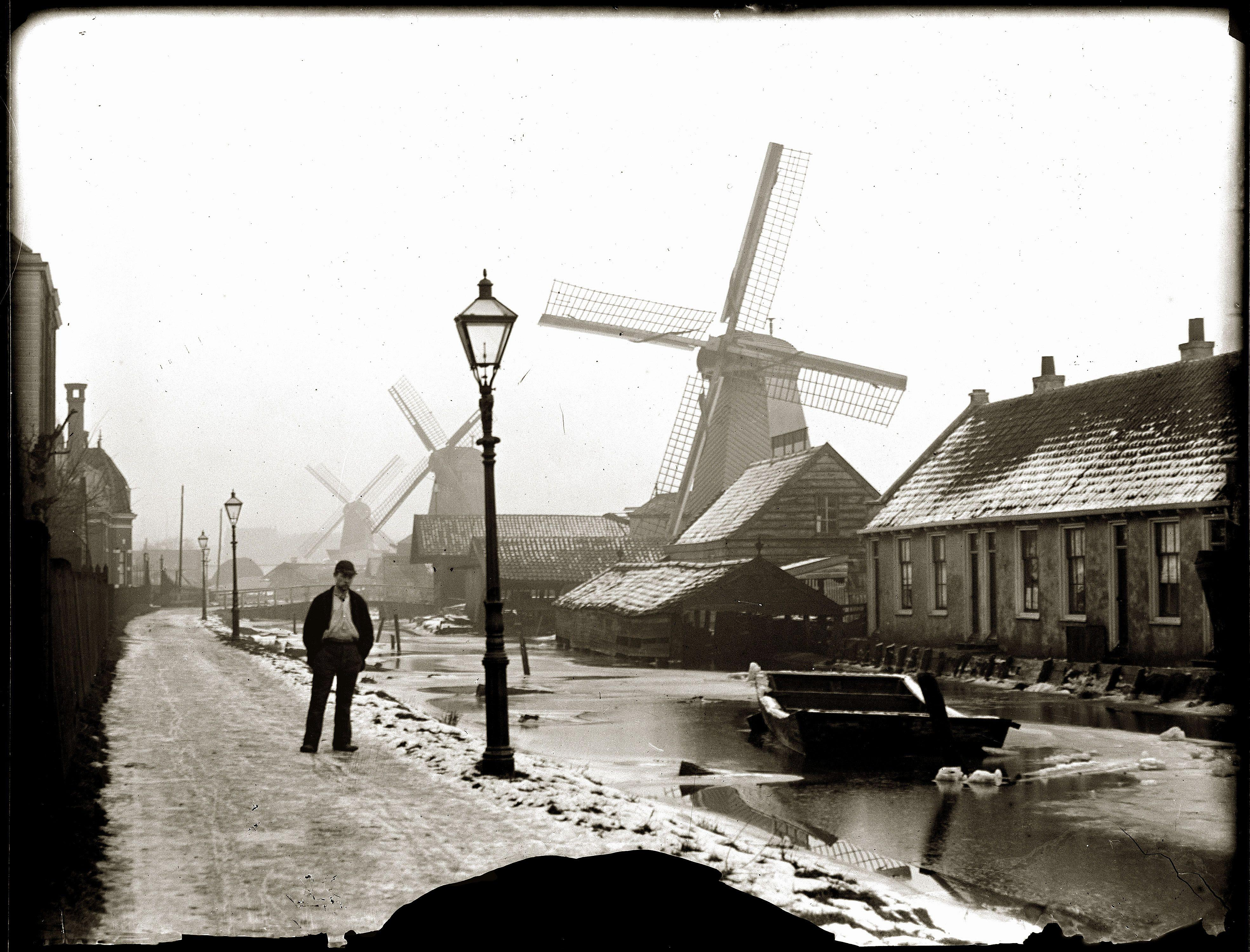
De Middenweg in de Zaagmolenbuurt (tegenwoordig Gillis van Ledenberchstraat); voor 1896.
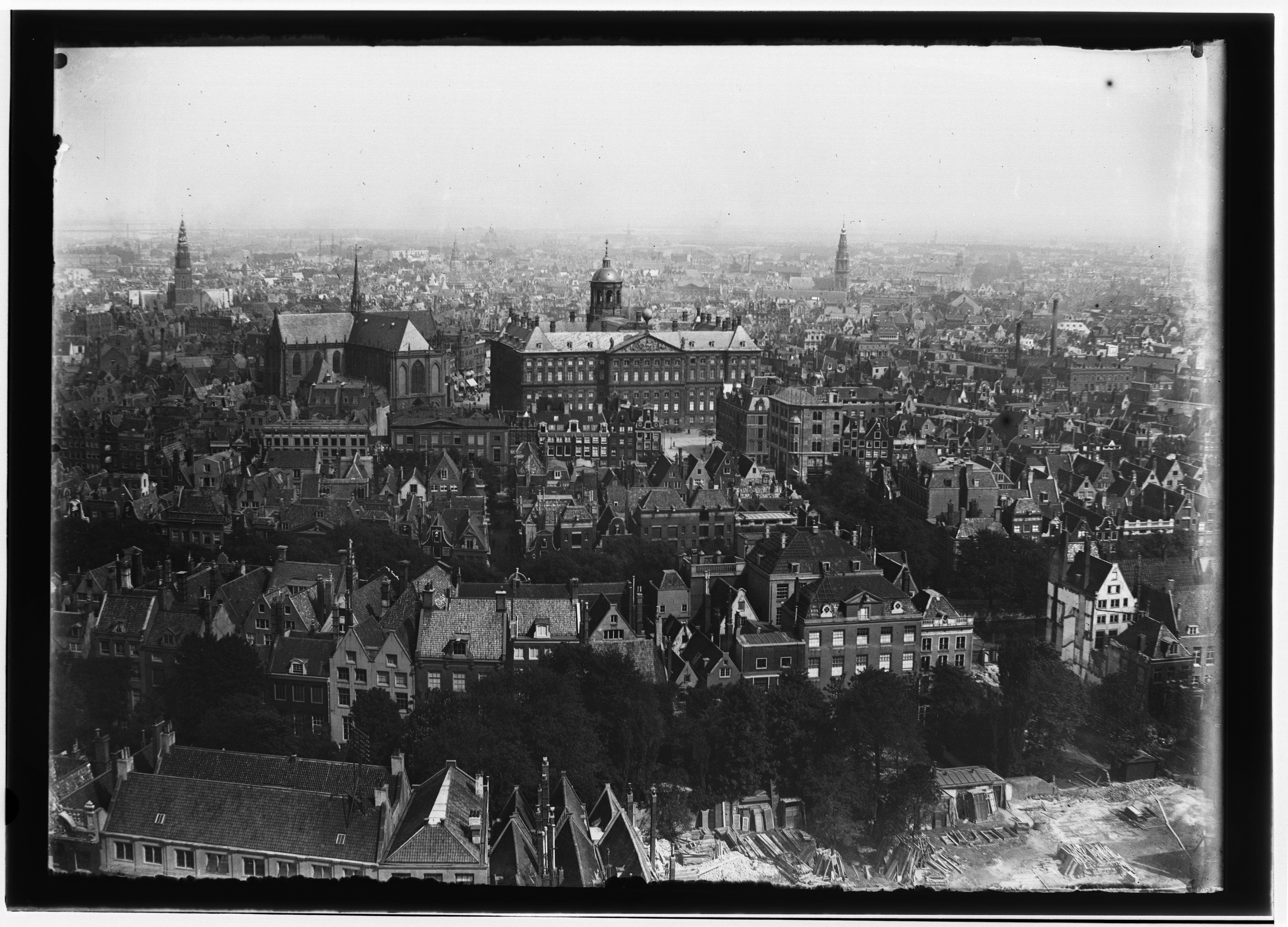
Keizersgracht en omgeving; 1896.
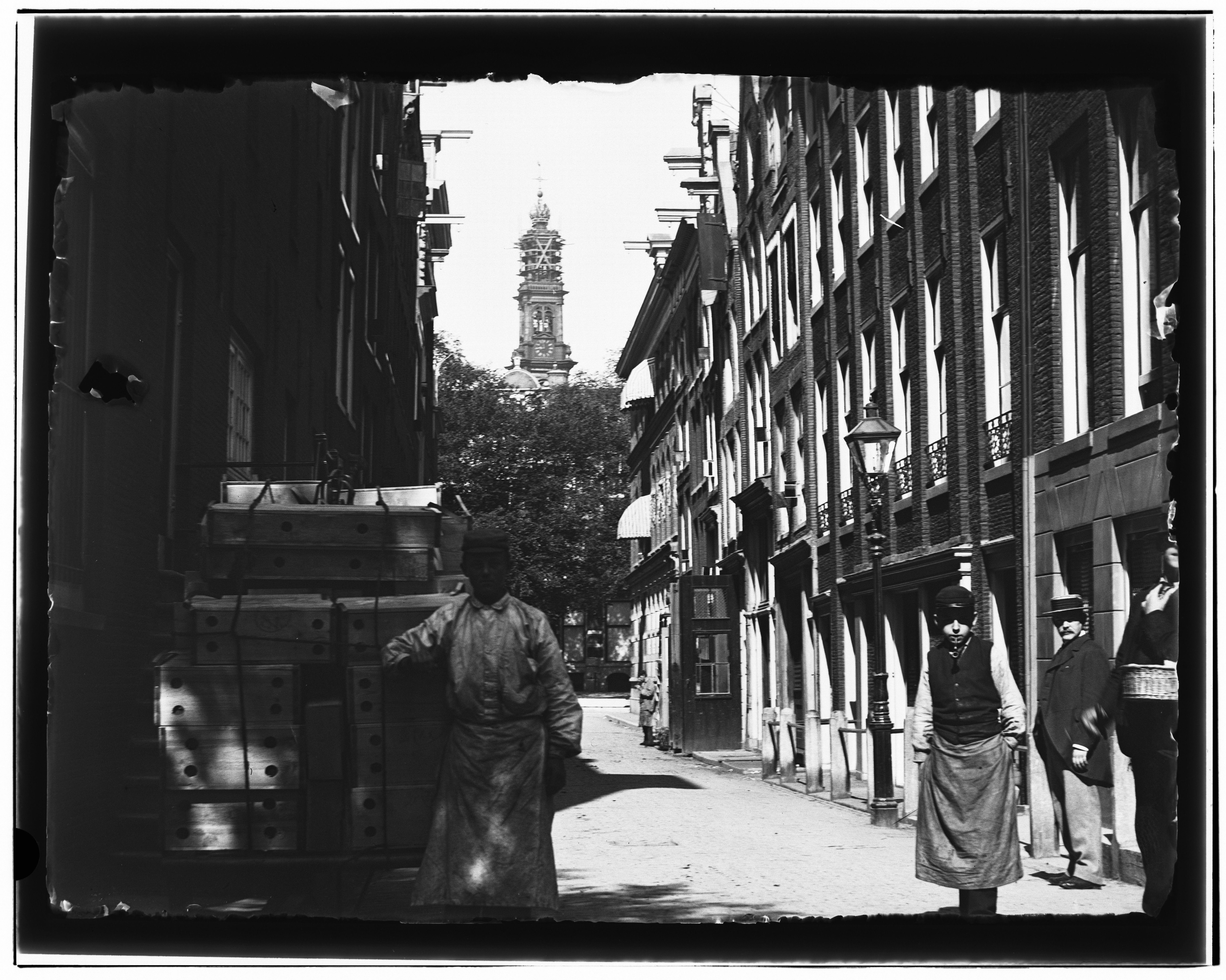
Driekoningenstraat; 1896.
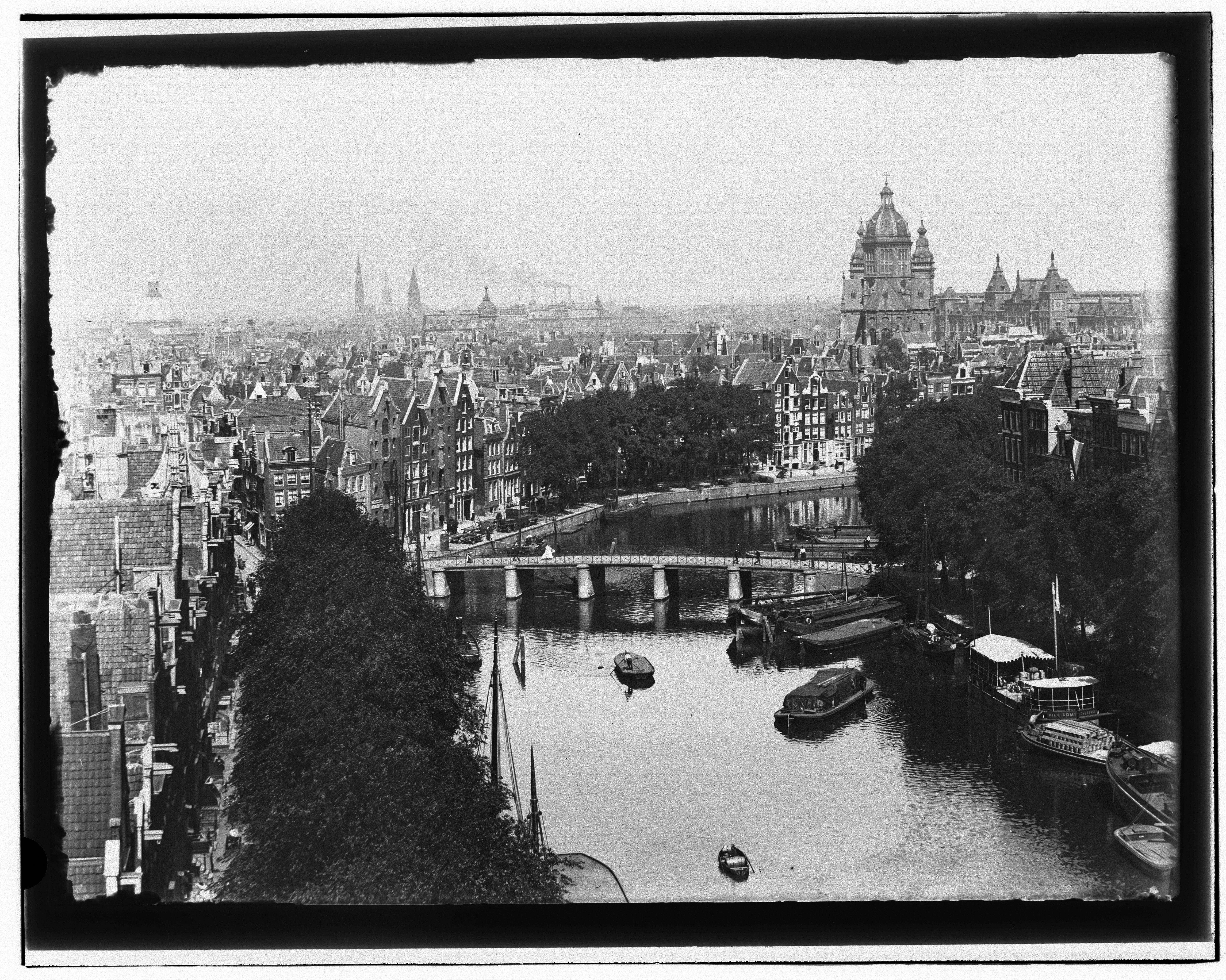
Gezien in noordelijke richting vanaf Montelbaanstoren naar Oude Waal (links), Kromme Waal (midden) en Binnenkant (rechts). Midden brug 283 voor Binnen Bantammerstraat; 1896.
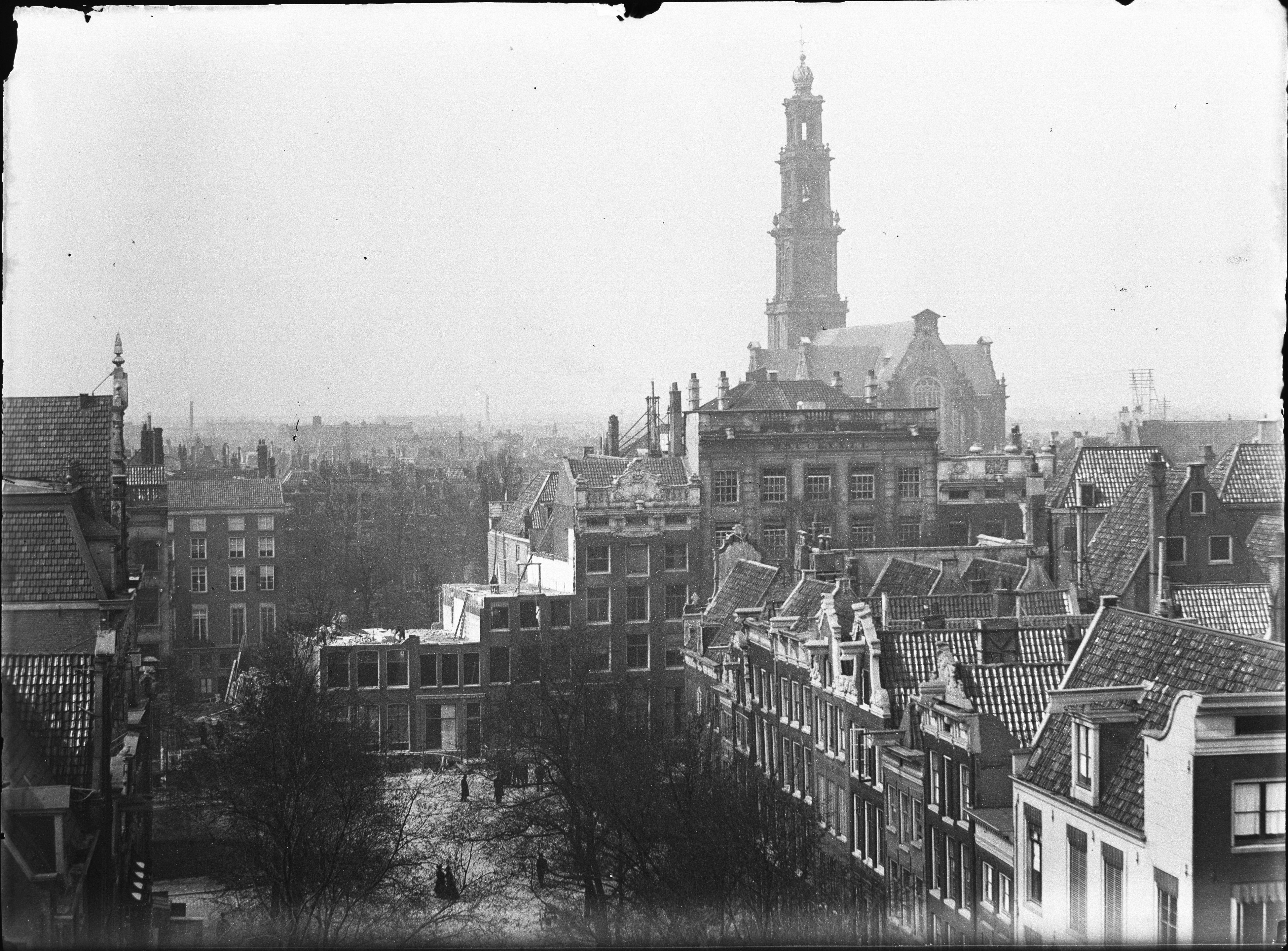
Warmoesgracht 10 t/m 26 (v.r.n.l.). Na de demping en tijdens de doorbraak voor de aanleg van de Raadhuisstraat.Gezien vanaf het dak van Singel 107 naar Herengracht/Keizersgracht/Westermarkt; 1896.
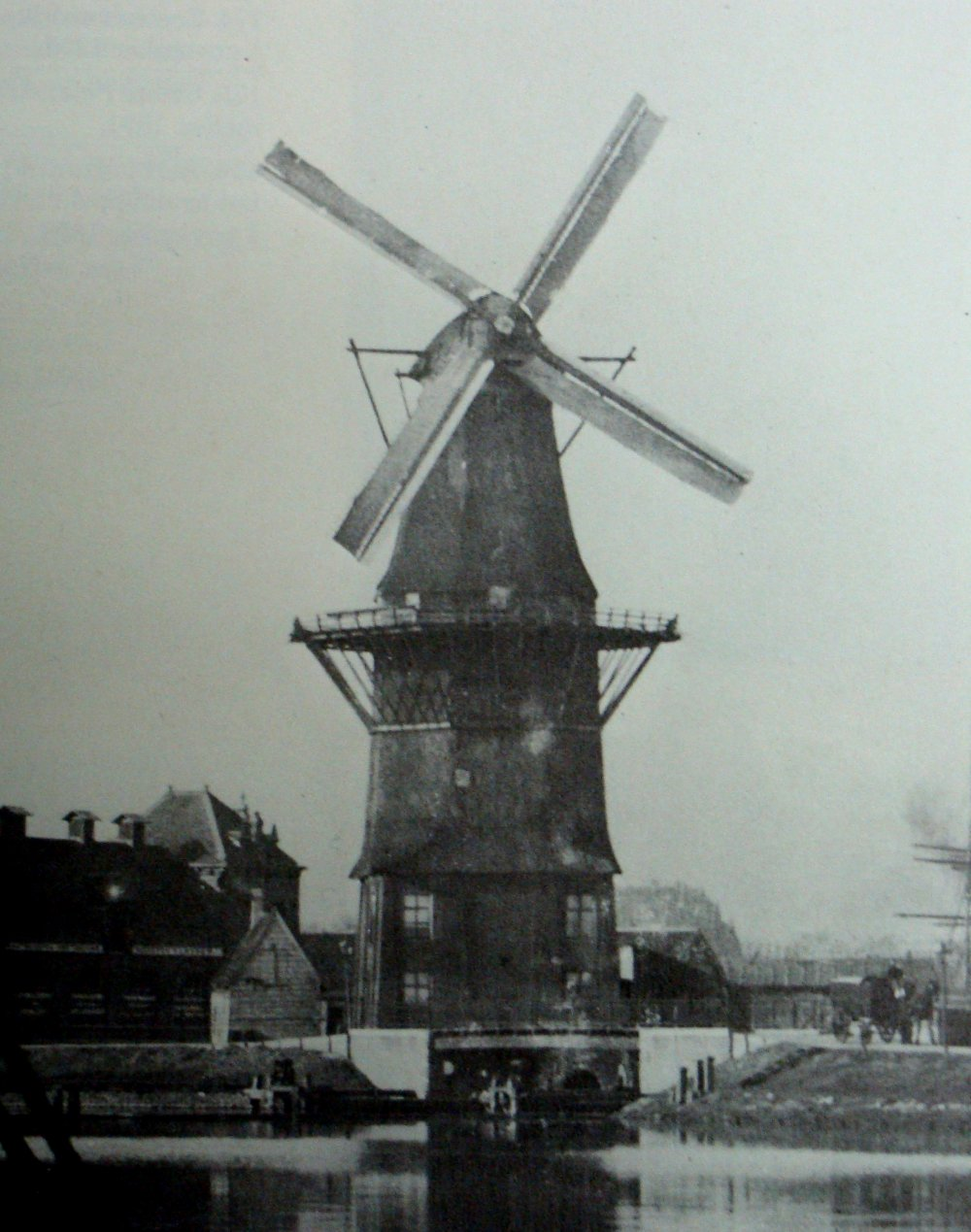
Molen "De Gooyer"; 1896.
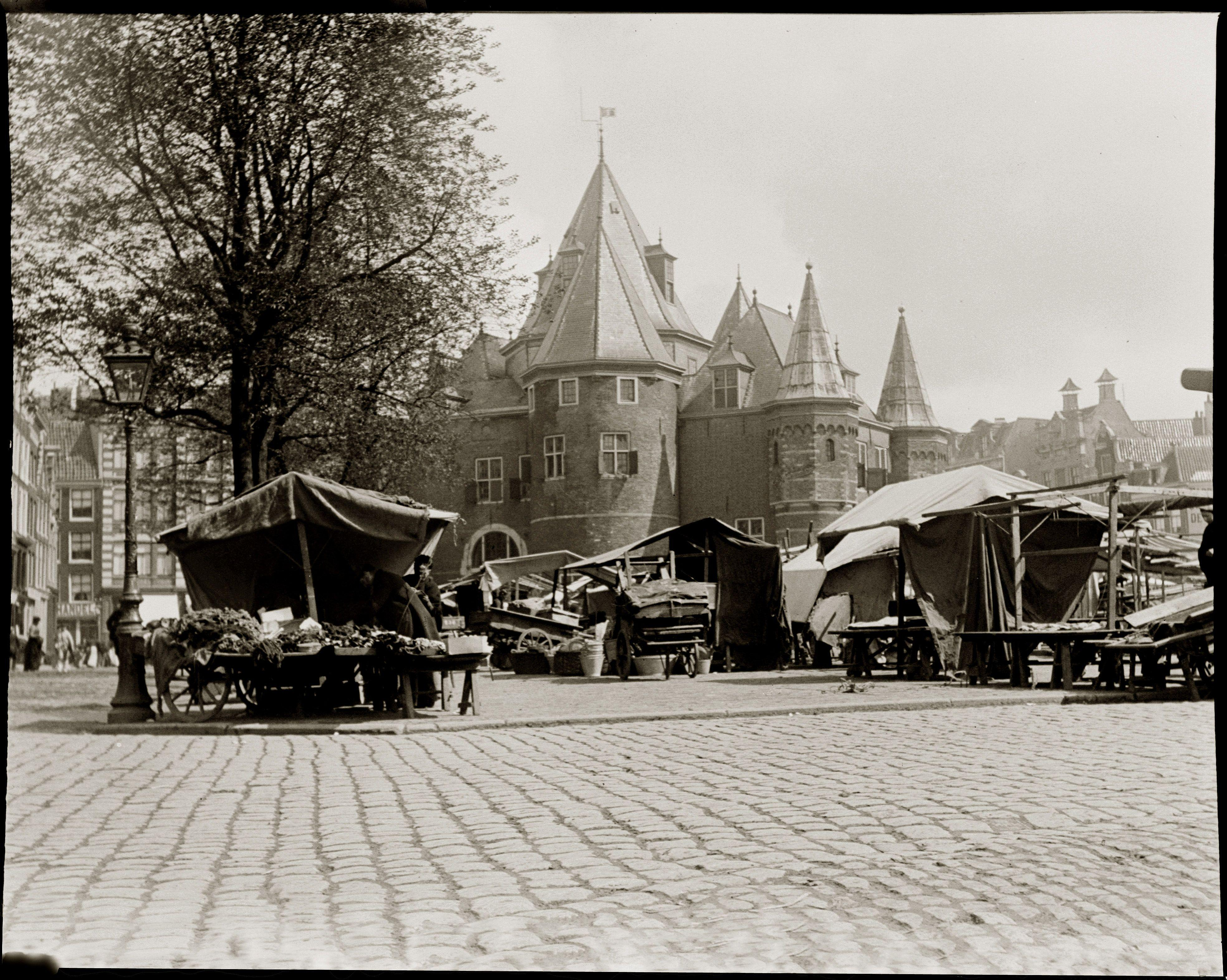
Nieuwmarkt; 1902.
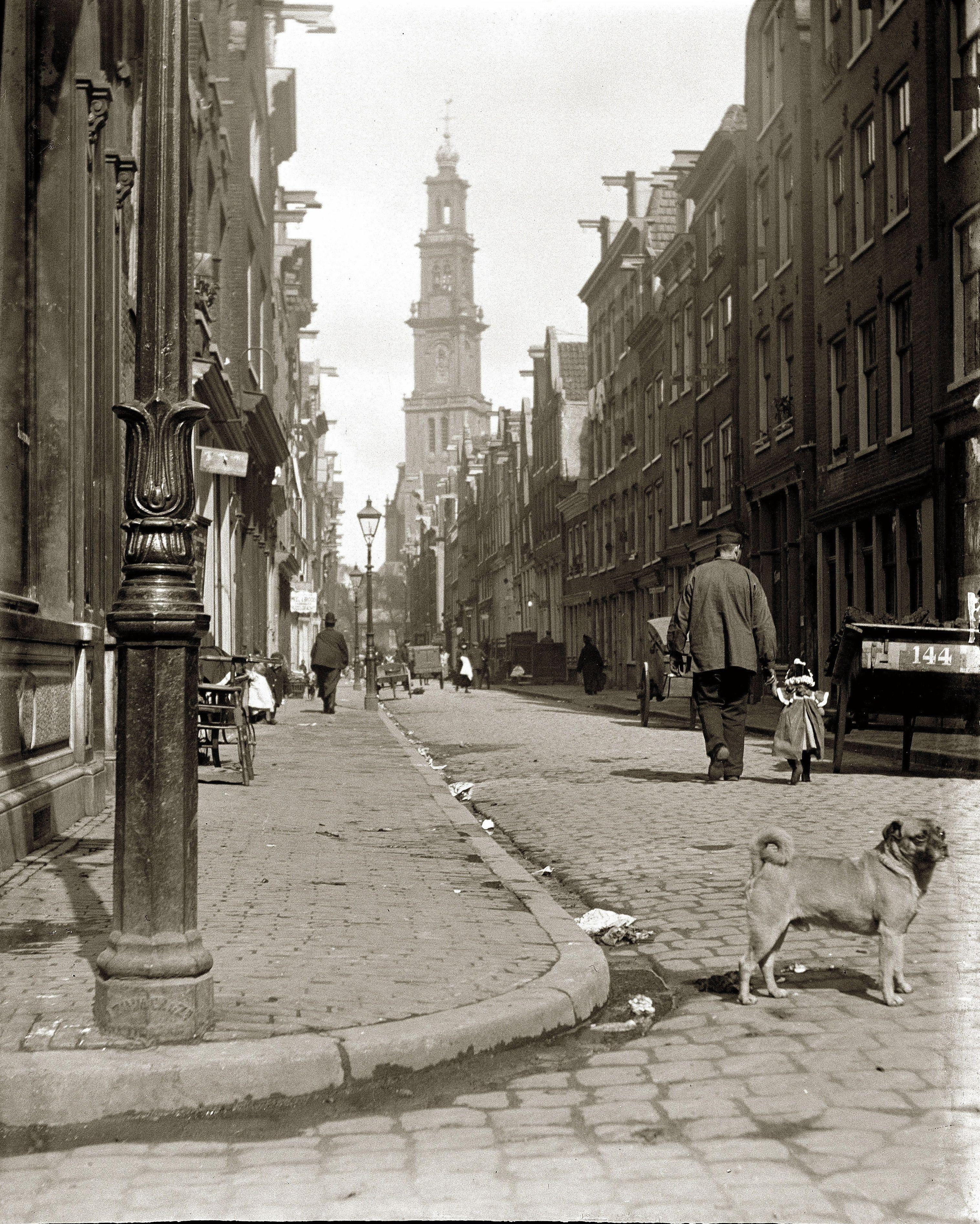
De Bloemstraat in de Jordaan; 1902.
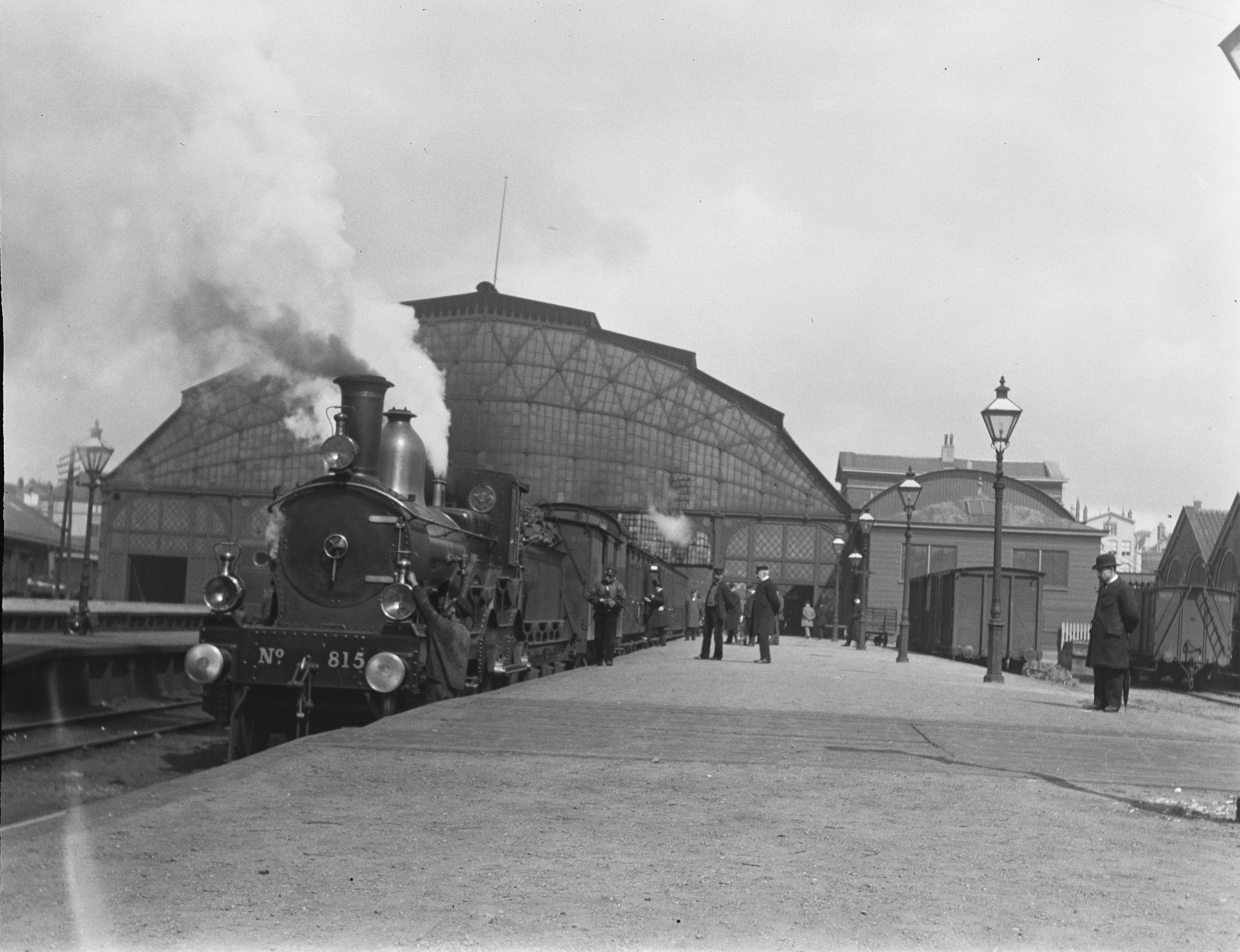
Locomotief No. 815 van de Staatsspoorwegen op het Weesperpoortstation; 1902.

- Bibliothèque nationale de France: cb12762990n (data)
- Biografisch Portaal: 79958601
- Gemeinsame Normdatei: 121888517
- International Standard Name Identifier: 0000 0000 6651 0557
- Library of Congress Control Number: n00028630
- Nederlandse Thesaurus van Auteursnamen: 070862850
- PIC: 303039
- RKD-Nederlands Instituut voor Kunstgeschiedenis: 253658
- Système universitaire de documentation: 081438273
- Union List of Artist Names: 500078017
- Virtual International Authority File: 9973775
- WorldCat: E39PBJyrRdXyh9M4VW4Q9WJCcP